# ولسوالی شهر بزرگ
شهرستان شهر بزرگ یکی از شهرستان های استان بدخشان در شمال شرقی افغانستان است با جمعیت نزدیک به ۶۷٬۰۰۰ نفر. درین شهرستان مردم به زبان‌ فارسی و ازبکی صحبت می‌کنند.